# Tachina corsicana
Tachina corsicana là một loài ruồi trong họ Tachinidae.